# Dragutin Friedrich
Dragutin Friedrich (Koprivnica, 5. siječnja 1897. – Zagreb, 26. ožujka 1980.), bio je hrvatski nogometaš, nogometni reprezentativac, trener, tenisač, športski djelatnik i promotor športa. Ovaj svestrani športaš bio u atletici, hokeju na ledu, klizanju i skijanju. Radio je kao profesor biologije u mnogim mjestima: Varaždinu, Virovitici i Gospiću.

## Nogometaška karijera

### Klupska karijera
Igrao je za koprivnički Slaven, koji je osnovao, za koji je igrao i koji je trenirao. Poslije je otišao u zagrebački HAŠK za koji je igrao dugo godina.
S HAŠK-om je osvojio prvenstvo Zagrebačkog nogometnog podsaveza 1921./22. godine.

### Reprezentativna karijera
Za reprezentaciju odigrao je devet utakmica. Prvi je susret odigrao 8. lipnja 1922. u Beogradu protiv Rumunjske, a već onda je bio igračem HAŠK-a. Zadnju 10. travnja 1927. u Budimpešti protiv Mađarske.
Bio je među pozvanima na OI 1924. u Parizu, a od hrvatskih nogometaša s njim su bili u izabranom sastavu Dragutin Babić, Slavin Cindrić, Artur Dubravčić, Stjepan Bocak, Andrija Kujundžić, Antun Pavleković, Alfons Pažur, Adolf Percl, Dragutin Vragović, Dragutin Vrđuka, Branko Zinaja, Emil Perška, Eugen Dasović, Emil Plazzeriano, Janko Rodin, Marijan Marjanović, Rudolf Rupec, Stjepan Vrbančić i Vladimir Vinek.
Igrao je i za reprezentaciju Zagrebačkog nogometnog podsaveza s kojom je osvojio Kup kralja Aleksandra 1924. godine.

## Tenisačka karijera
Bio je državni prvak u igri parova 1928. i 1931. godine. Igrao je u paru s bratom Krešimirom. Kao pojedinačni natjecatelj bio je među najboljim tenisačima u Hrvatskoj i cijeloj ondašnjoj Kraljevini SHS. 
Nakon što se umirovio vodio je tenisku školu teniskog kluba Medveščaka.

## Atletičarska karijera
Natjecao se u nekoliko disciplina: trkačkim, skakačkim, bacanju koplja i u petoboju. Osvojio je mnoštvo nagrada na manjim natjecanjima te prvenstvima Zagreba, Hrvatske, Jugoslavije i europskim prvenstvima. 

## Hokejaška karijera
Redovno se natjecao se u HAŠK-ovom hokejaškom sastavu. Osvojio je mnoštvo nagrada na manjim natjecanjima te prvenstvima Zagreba, Hrvatske, Jugoslavije i europskim prvenstvima. 

## Skijaška karijera
Redovito je nastupao za skijaški sastav HAŠK-a. Osvojio je mnoštvo nagrada na manjim natjecanjima te prvenstvima Zagreba, Hrvatske, Jugoslavije i europskim prvenstvima. 

## Športski promotor
Gdjegod da je ovaj profesor radio, osnivao je društva i radio na tome neka se izgrade športski tereni. 

## Politički stavovi
Bio je izrazito hrvatskih političkih stavova kao i cijela njegova obitelj. Zbog toga je bio izložen pritiscima. Vrhunac je bio kad je zbog toga napadnut u zbornici zagrebačke III. gimnazije. Doživio je moždani udar, od kojeg se djelomično oporavio.